# Hogna diyari
Hogna diyari este o specie de păianjeni din genul Hogna, familia Lycosidae, descrisă de Framenau, Gotch și Austin în anul 2006. Conform Catalogue of Life specia Hogna diyari nu are subspecii cunoscute.